# محاصره بیمارستان الشفا
در اواسط نوامبر ۲۰۲۳ ارتش اسرائیل، بیمارستان الشفا که بزرگ‌ترین مرکز درمانی غزه ست را به‌طور کامل محاصره کرد و به گفته مقامات بهداشت غزه، ارتباط ۱۵۰۰ بیمار به همراه ۱۵۰۰ نفر از پزشکان و حدود ۱۵۰۰۰ آواره که به دنبال سرپناه در بیمارستان بودند را با شهر غزه قطع نمود. اسرائیل و ایالات متحده مدعی شدند که حماس در زیر بیمارستان مراکز فرماندهی دارد. با این وجود هم مدیریت بیمارستان و هم حماس این موضوع را تکذیب کردند و خواستار حضور کارشناسان بین‌المللی برای بررسی این ادعای اسرائیل شدند.

## وضعیت حقوقی
به گفته اسرائیل و ایالات متحده، شواهد قطعی وجود دارد که حماس از این ساختمان برای اهداف نظامی استفاده کرده است. هرچند حماس این موضوع را رد می‌کند. طبق گفته کمیته بین‌المللی صلیب سرخ، اگر در مورد استفاده از یک بیمارستان برای مقاصد نظامی تردید وجود دارد، باید فرض شود که از آن برای اهداف نظامی استفاده نمی‌شود.
مطابق کنوانسیون ژنو چنانچه در بیمارستانی سلاح‌های کوچک و مهمات سبک که از بیماران یا مجروحان تحویل گرفته شده، مورد استفاده قرار نگیرند؛ آن مرکز درمانی همچنان در وضعیت حفاظت شده باقی خواهد ماند. همچنین یک استثنای محدود وجود دارد که به بیمارستان‌ها اجازه می‌دهد در مناطق جنگی «برای دفاع از خود یا بیمارانشان با مسئولیت خود از این سلاح‌ها استفاده نمایند».
حتی اگر شواهد قوی از وجود اقدامات نظامی در یک بیمارستان ارائه شود که فراتر از استثنائات و معافیت‌های دفاعی این مراکز باشد. باز هم قوانین سختگیرانه ای وجود دارد که توسل به زور را محدود می‌کند. باید فرصت تخلیه به غیرنظامیان داده شود و آنهایی که در ساختمان باقی مانده‌اند همچنان تحت حفاظت باشند و نباید به‌طور مستقیم هدف قرار گیرد. قبل از حمله، اسرائیل خواستار تخلیه بیمارستان شد، اما در ۱۳ نوامبر پزشکان انجام این کار را غیرممکن خوانده و گفتند که باید بمانند تا به بیش از ۷۰۰ بیمار در معرض خطر رسیدگی کنند. به گفته حماس، غیرنظامیان به دلیل شلیک تک تیراندازها و حملات هواپیماهای بدون سرنشین قادر به تخلیه نبودند.

## یورش مارس ۲۰۲۴
در روز دوشنبه ۱۸ مارس ۲۰۲۴، نیروهای اسرائیلی عملیاتی را که به گفته آنها «اقدام دقیق در منطقه بیمارستان شفا برای خنثی کردن فعالیت حماس» است را آغاز کردند. وزارت بهداشت غزه اعلام کرده حمله اسرائیل یک «قتل‌عام علیه بیماران، مجروحان، آوارگان و کادر پزشکی در بیمارستان الشفا» بود. گزارش‌ها حاکی از حضور تانک‌ها در این مرکز بود و شاهدان گفتند که تبادل آتش قابل توجهی در اطراف منطقه وجود داشته است. فایننشال تایمز گزارش داد عملیات اسرائیل جهت جلوگیری از سازماندهی مجدد نیروهای حماس در شمال غزه منجر به «درگیری‌های مسلحانه» در اطراف تأسیساتی شده است که هزاران نفر در آن پناه گرفته بودند. وزارت بهداشت غزه اعلام کرده در آغاز درگیری‌ها ۳۰۰۰۰ نفر در این بیمارستان پناه گرفته بودند که حالا نمی‌توانند از آنجا خارج شوند چرا که هدف تک تیراندازها یا پهپادها قرار می‌گیرند.
در ادامه محاصره و در ۲۴ مارس خبرگزاری الجزیره در لایو بلاگ خود به نقل از یکی از شاهدان عینی به نام جمیله الحسی گزارش داد که سربازان اسرائیلی در جریان حمله به بیمارستان الشفا به زنان تجاوز کرده و سپس آنان را کشته‌اند. الحسی این وضعیت را «منطقه جنگی» توصیف کرد و در ساختمانی نزدیک بیمارستان گیر افتاده بود. شبکه الجزیره در ۲۵ مارس ویدیو مربوط به این خبر را حذف اما مقاله مکتوب آن را حفظ نمود. یاسر ابوهلاله، مدیر عامل سابق الجزیره، در ایکس نوشت: «تحقیقات حماس نشان داد که داستان تجاوز به زنان در بیمارستان شفا ساختگی بوده است».
با این وجود چندین گزارش موثق از تجاوز جنسی توسط نیروهای اسرائیلی به زنان فلسطینی توسط میدل ایست آی، مروکو ورلد نیوز و نیو عرب ارائه شده است. گاردین در مقاله ای به نقل از هیئت سازمان ملل گزارش می‌دهد که ادعای تجاوز جنسی به زنان فلسطینی در بازداشتگاه‌های اسرائیل معتبر است.